# بویس موگابی
بویس موگابی (انگلیسی: Bevis Mugabi؛ زادهٔ ۱ مهٔ ۱۹۹۵) بازیکن فوتبال اهل بریتانیا است.
از باشگاه‌هایی که در آن بازی کرده‌است می‌توان به باشگاه فوتبال مادرول، باشگاه فوتبال فولام، و باشگاه فوتبال یئوویل تاون اشاره کرد.
وی همچنین در تیم ملی فوتبال اوگاندا بازی کرده‌است.